# Mistrzostwa Świata w Futsalu 1989
1. Mistrzostwa Świata w Futsalu – mistrzostwa rozegrane w kilka miesięcy po objęciu w 1988 roku patronatu przez FIFA nad tą dyscypliną sportu. Areną zmagań było portowe miasto Rotterdam w Holandii. Mecze turnieju finałowego toczone były w dniach 5–15 stycznia 1989 roku, uczestniczyło w nich 16 drużyn narodowych.

## Punktacja
Za mecz wygrany przyznawano 2 punkty, za remis 1 punkt, za porażkę 0 punktów.

## Przebieg turnieju
Turniej podzielono na fazę grupową oraz mecze półfinałowe, o trzecie miejsce i finał.

### Faza grupowa

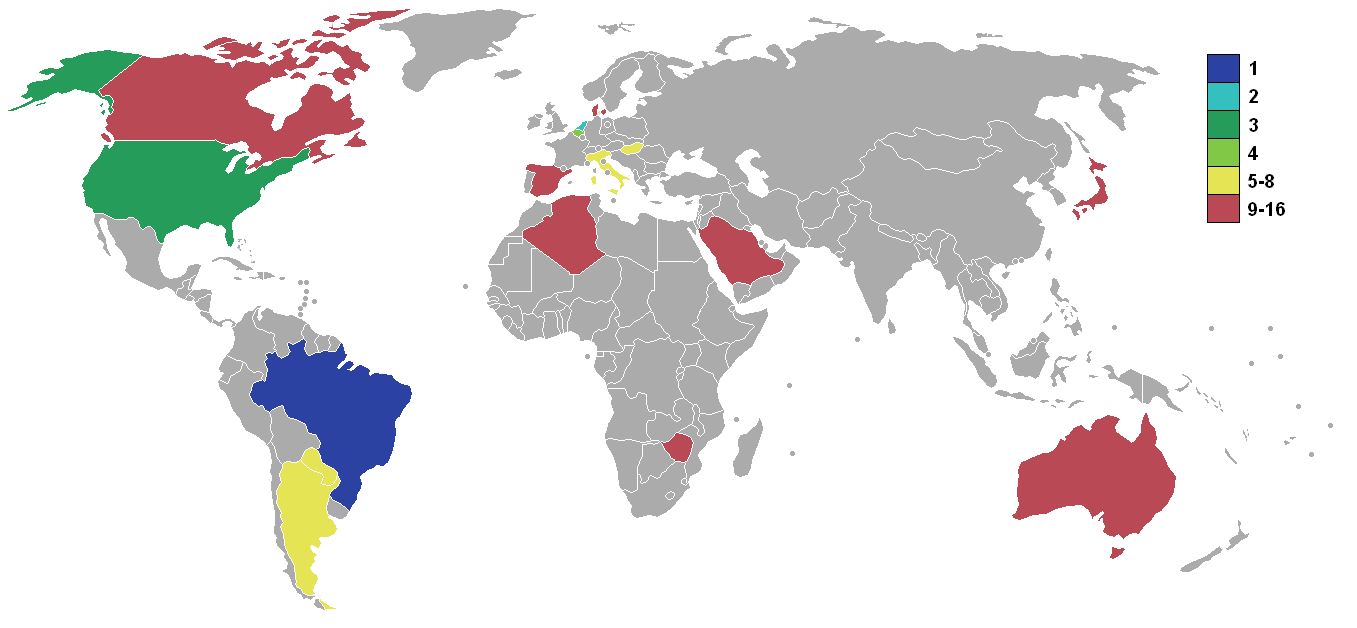
Mapa świata z zaznaczonymi państwami biorącymi udział w turnieju i ich miejsca

Fazę grupową turnieju podzielono na dwa etapy. W meczach pierwszego (5-8 stycznia 1989) rozegrano 24 mecze systemem "każdy z każdym bez rewanżu" w obrębie poszczególnych grup finałowych. Na podstawie ich wyników wyłoniono 8 drużyn (zwycięzcy i wiceliderzy grup), które przeszły do drugiego etapu fazy grupowej.

#### Etap I
Grupa A
| M  | Reprezentacja | L.m. | Zw. | Rem. | Por. | Bramki | R.br. | Pkt |
| 1. | Holandia      | 3    | 2   | 1    | 0    | 10:5   | 5     | 5   |
| 2. | Paragwaj      | 3    | 1   | 2    | 0    | 9:4    | 5     | 4   |
| 3. | Dania         | 3    | 1   | 1    | 1    | 12:10  | 2     | 3   |
| 4. | Algieria      | 3    | 0   | 0    | 3    | 5:17   | -12   | 0   |

5 stycznia 1989
| Holandia | 4 – 2 | Dania    |
| Paragwaj | 5 – 0 | Algieria |

7 stycznia 1989
| Dania    | 2 – 2 | Paragwaj |
| Holandia | 4 – 1 | Algieria |

8 stycznia 1989
| Dania    | 8 – 4 | Algieria |
| Holandia | 2 – 2 | Paragwaj |

Grupa B
| M  | Reprezentacja    | L.m. | Zw. | Rem. | Por. | Bramki | R.br. | Pkt |
| 1. | Brazylia         | 3    | 2   | 0    | 1    | 14:4   | 10    | 4   |
| 2. | Węgry            | 3    | 2   | 0    | 1    | 17:9   | 8     | 4   |
| 3. | Hiszpania        | 3    | 2   | 0    | 1    | 14:9   | 5     | 4   |
| 4. | Arabia Saudyjska | 3    | 0   | 0    | 3    | 4:27   | -23   | 0   |

6 stycznia 1989
| Węgry     | 3 – 2 | Brazylia         |
| Hiszpania | 8 – 2 | Arabia Saudyjska |

7 stycznia 1989
| Brazylia  | 8 – 0 | Arabia Saudyjska |
| Hiszpania | 5 – 3 | Węgry            |

8 stycznia 1989
| Węgry    | 11 – 2 | Arabia Saudyjska |
| Brazylia | 4 – 1  | Hiszpania        |

Grupa C
| M  | Reprezentacja | L.m. | Zw. | Rem. | Por. | Bramki | R.br. | Pkt |
| 1. | Belgia        | 3    | 3   | 0    | 0    | 8:1    | 7     | 6   |
| 2. | Argentyna     | 3    | 2   | 0    | 1    | 6:5    | 1     | 4   |
| 3. | Kanada        | 3    | 1   | 0    | 2    | 7:7    | 0     | 2   |
| 4. | Japonia       | 3    | 0   | 0    | 3    | 3:11   | -8    | 0   |

6 stycznia 1989
| Belgia    | 3 – 0 | Japonia |
| Argentyna | 3 – 1 | Kanada  |

7 stycznia 1989
| Belgia    | 2 – 0 | Kanada  |
| Argentyna | 2 – 1 | Japonia |

8 stycznia 1989
| Kanada | 6 – 2 | Japonia   |
| Belgia | 3 – 1 | Argentyna |

Grupa D
| M  | Reprezentacja | L.m. | Zw. | Rem. | Por. | Bramki | R.br. | Pkt |
| 1. | USA           | 3    | 2   | 1    | 0    | 10:3   | 7     | 5   |
| 2. | Włochy        | 3    | 2   | 0    | 1    | 12:6   | 6     | 4   |
| 3. | Australia     | 3    | 1   | 1    | 1    | 6:8    | -2    | 3   |
| 4. | Zimbabwe      | 3    | 0   | 0    | 3    | 3:14   | -11   | 0   |

6 stycznia 1989
| Włochy | 5 – 1 | Zimbabwe  |
| USA    | 1 – 1 | Australia |

7 stycznia 1989
| USA    | 5 – 1 | Zimbabwe  |
| Włochy | 6 – 1 | Australia |

8 stycznia 1989
| USA       | 4 – 1 | Włochy   |
| Australia | 4 – 1 | Zimbabwe |

#### Etap II
W drugim etapie fazy grupowej ze zwycięzców i wiceliderów grup pierwszego etapu uformowano dwie grupy po 4 drużyny. W tym etapie, pomiędzy 10 a 12 stycznia 1989, rozegrano łącznie w obrębie obu grup 12 meczów systemem "każdy z każdym bez rewanżu". Na podstawie ich wyników wyłoniono 4 drużyny (zwycięzcy i wiceliderzy grup), które przeszły do fazy półfinałowej turnieju.
Grupa 1
| M  | Reprezentacja | L.m. | Zw. | Rem. | Por. | Bramki | R.br. | Pkt |
| 1. | Belgia        | 3    | 2   | 1    | 0    | 9:4    | 5     | 5   |
| 2. | Holandia      | 3    | 1   | 1    | 1    | 8:6    | 2     | 3   |
| 3. | Węgry         | 3    | 0   | 2    | 1    | 6:8    | -2    | 2   |
| 4. | Włochy        | 3    | 1   | 0    | 2    | 5:10   | -5    | 2   |

10 stycznia 1989
| Holandia | 3 – 3 | Węgry  |
| Belgia   | 5 – 1 | Włochy |

11 stycznia 1989
| Węgry    | 2 – 2 | Belgia |
| Holandia | 4 – 1 | Włochy |

12 stycznia 1989
| Włochy   | 3 – 1 | Węgry  |
| Holandia | 1 – 2 | Belgia |

Grupa 2
| M  | Reprezentacja | L.m. | Zw. | Rem. | Por. | Bramki | R.br. | Pkt |
| 1. | USA           | 3    | 3   | 0    | 0    | 10:4   | 6     | 6   |
| 2. | Brazylia      | 3    | 2   | 0    | 1    | 14:9   | 5     | 4   |
| 3. | Paragwaj      | 3    | 1   | 0    | 2    | 5:10   | -5    | 2   |
| 4. | Argentyna     | 3    | 0   | 0    | 3    | 7:13   | -6    | 0   |

10 stycznia 1989
| Brazylia | 5 – 1 | Paragwaj  |
| USA      | 3 – 1 | Argentyna |

11 stycznia 1989
| USA      | 2 – 0 | Paragwaj  |
| Brazylia | 6 – 3 | Argentyna |

12 stycznia 1989
| USA      | 5 – 3 | Brazylia  |
| Paragwaj | 4 – 3 | Argentyna |

### Półfinały
Spośród drużyn z 1. i 2. miejsc grup poprzedniej fazy zestawiono dwie pary półfinałowe według klucza: zwycięzca grupy 1 z wiceliderem grupy 2 i analogicznie – zwycięzca grupy 2 z wiceliderem grupy 1.
14 stycznia 1989
| Belgia   | 4 – 4 (karne 3 – 5) | Brazylia |
| Holandia | 2 – 1               | USA      |

### Mecz o 3. miejsce
W meczu o 3. miejsce turnieju wzięły udział ekipy, które przegrały swoje mecze półfinałowe.
15 stycznia 1989
| USA | 3 – 2 | Belgia |

### Finał
15 stycznia 1989
| Holandia | 1 – 2 | Brazylia |